# Chromecast
Chromecast (произнася се кроумкаст) е серия цифрови медия плейъри, разработени от Google. Устройствата, проектирани като малки флашки („донгъли“) могат да възпроизвеждат аудио-визуално съдържание, предавано поточно от интернет на телевизор с висока разделителна способност или домашна аудио система. Потребителят контролира възпроизвеждането с мобилно устройство или персонален компютър чрез мобилни и уеб приложения, които поддържат протокола Google Cast, или чрез подаване на команди чрез Google Assistant. Като алтернатива, съдържанието може да се копира от уеб браузъра Google Chrome на персонален компютър или от екрана на някои устройства с Android.
Устройството Chromecast от първо поколение по размери (72 mm) и форма е подобно на USB флаш. То може да възпроизвежда аудио/видео съдържание с висока разделителна способност (HD). Преносът на данните се осъществява по WiFi от интернет или от локална мрежа. Устройството има 512 MB оперативна памет (Micron DDR3L) и 2 GB флашпамет.
Второто поколение Chromecast е модел само за аудио, наречен Chromecast Audio, и е пуснати през септември 2015 г. Модел, наречен Chromecast Ultra, който поддържа 4K разделителна способност и висок динамичен диапазон, е пуснат през ноември 2016 г. Трето поколение HD видео Chromecast е пуснат през октомври 2018 г. Последният модел, наречен Chromecast с Google TV, е пуснат през септември 2020 г. и е първият в продуктовата линия, който включва интерактивен потребителски интерфейс и дистанционно управление.
Chromecast работи с опростена версия на Chrome OS. Обновленията на операционната система се зареждат автоматично, без предварително уведомяване. За предаване на медийното съдържание Chromecast използва протокола DIAL, разработен съвместно от компаниите Netflix и YouTube.

## Използване
Chromecast се включва към HDMI вход на телевизора, захранването се подава чрез micro USB вход от външен захранващ адаптер или от USB порт на телевизора. Устройството се свързва с домашната мрежа на ползвателя и към интернет чрез Wi-Fi. За използване на устройството ползвателят трябва да избере съдържание от уеб браузъра Google Chrome на персоналния си компютър или чрез съответно приложение, инсталирано на негово мобилно устройство. Медийното съдържание се възпроизвежда в стрийминг режим през Chromecast по такъв начин, че позволява мобилното устройство да се използва за други цели, например да се отговаря на входящи повиквания.
Работата на Chromecast се поддържа чрез приложения за Android и iOS, а също от уеб приложения, намиращи се в браузъра Google Chrome за Windows, OS X и Chrome OS. Качеството на изображението зависи от изчислителната мощност на компютъра.

## Продажби и цена
Устройството е пуснато на пазара в САЩ на 24 юли 2013 г., първоначално за 35 щ.д. От 19 март 2014 г. то се предлага в още 11 други страни (вкл. някои европейски, за 35 €). По-късно устройството се предлага и в България.
Към октомври 2017 г. са продадени над 55 милиона Chromecast и устройства с вграден Chromecast.